# Vanakripa parva
Vanakripa parva är en svampart som beskrevs av Bhat, W.B. Kendr. & Nag Raj 1993. Vanakripa parva ingår i släktet Vanakripa, divisionen sporsäcksvampar och riket svampar.   Inga underarter finns listade i Catalogue of Life.